# Ofelia (målning)

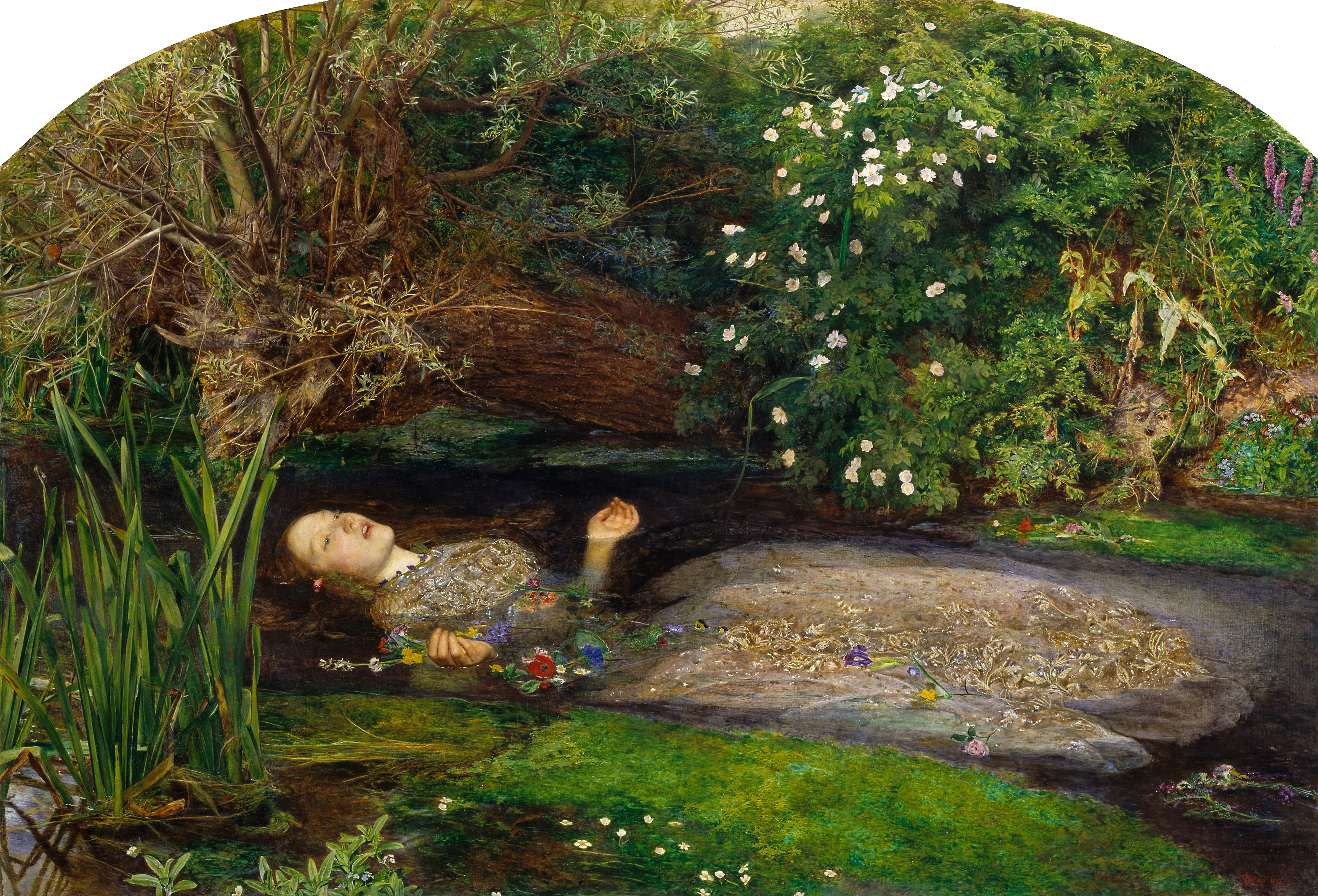
Sir John Everett Millais, Ofelia (1852).

Ofelia är en oljemålning av den brittiske målaren Sir John Everett Millais. Den målades 1851–1852 och ingår i Tate Britains samlingar i London.

## Om målningen
Millais konstverk är detaljrika och mestadels naturtrogna. Royal Academy ställde ut de så kallade prerafaeliternas verk, och efter 1852 började deras popularitet att spira. Prerafaeliterna strävade efter att leva i det förgångna samtidigt som man kommenterade nuet. Motivet är hämtat från William Shakespeares pjäs Hamlet och föreställer scenen där Hamlets käresta Ofelia dränker sig. Det är omsorgsfullt målat efter modell, där hon flyter i vattnet, omgiven av vilda blommor hämtade ur verkligheten.
Millais ägnade fyra månader i Surrey i England åt att måla bakgrundsvegetationen. Därefter återvände han till London för att måla av sin modell, Elizabeth Siddal (Siddal gifte sig senare med Dante Gabriel Rossetti), som poserade i ett vattenfyllt badkar. Detta visar hur fast besluten Millais var att skapa en autentisk bild. Resultatet är egendomligt splittrat, som om miljön, flickan och blommorna inte hörde ihop. Bakgrunden målades vid Hogsmill River i Ewell, nära Kingston upon Thames, i sydvästra London.
Bilden ingick i Sir Henry Tates ursprungliga gåva till National Gallery of British Art (1897–1932), från år 1937 till år 2000 känt som Tate Gallery, och sedan år 2000 Tate Britain.

## Prerafaeliterna
Millais grundade 1848 tillsammans med William Holman Hunt och Dante Gabriel Rossetti det Prerafaelitiska brödraskapet. Hans arbeten målades med stor vikt vid detaljerna, ofta med inriktning på skönheten och komplexiteten i den verkliga världen. I målningar som Ofelia skapade Millais täta och genomtänkta bildytor baserade på att integrera de naturliga elementen. Denna ansats har beskrivits som en sorts "bildmässigt ekosystem".  
Shakespeares sorgliga historia om Ofelia, som drevs till vansinne och självmord sedan Hamlet mördade hennes far, Polonius, återges med stor noggrannhet i målningen. De utsökta blommorna som flyter på vattnet är inte bara dekorativa och naturtrogna, utan valda på grund av sin symbolik, där vallmo står för död, tusensköna för oskuld, rosor för ungdom, violer för trohet och tidig död samt penséer för olycklig kärlek.

## Populärkulturen
Ofelia inspirerade den franska sångerskan och låtskrivaren Nolwenn Leroy för hennes låt "Ophélia", återgiven på hennes 2012 album Ô Filles de l'eau.
Målningen är också på omslaget till låten холоднi очi (svenska : Kalla Ögon) från det ukrainska rockbandet улица восток.

### Fotnoter
1. 1 2 3  Beckett, Wendy (2002). Bonniers stora bok om måleriets historia. Stockholm: Bonnier Alba i samarbete med National Gallery of Art, Washington, D.C. sid. 278. ISBN 91-34-51656-5
2. ↑  Benjamin Secher (22 september 2007). ”Ten things you never knew about Ophelia” (på engelska). The Telegraph. http://www.telegraph.co.uk/culture/art/3668050/Ten-things-you-never-knew-about-Ophelia.html. Läst 18 maj 2013.
3. ↑  Sir John Rothenstein (1963) (på engelska). A Brief History of the Tate Gallery, with a selection of paintings and sculptures. North Western Printers Ltd., Stockport, Pitkiin Pictorials Ltd